# Championnat du Togo de football 2011-2012
Navigation
Championnat National 2009 Championnat National 2013
Le championnat du Togo de football 2011-2012 est la quarante-neuvième édition de la première division togolaise. Elle oppose les dix-huit meilleurs clubs du Togo en une série de trente-quatre journées.
À la suite de l'accident du bus de l'Étoile Filante de Lomé, toutes les rencontres des cinquième et sixième journées ont été reportées par la fédération togolaise. Mais à la suite d'un deuxième report annoncé fin décembre, la reprise du championnat a été planifiée le 8 janvier 2012.
C'est finalement le Dynamic Togolais qui remporte la compétition après avoir terminé en tête du classement final, avec cinq points d'avance sur l'AS Douanes et huit sur l'un des promus de D2, l'Unisport de Sokodé. C'est le sixième titre de champion du Togo de l'histoire du club.
Le champion du Togo se qualifie pour la compétition continentale qu'est la Ligue des champions de la CAF. Un second club togolais participe lui à la Coupe de la confédération.

## Les clubs participants
| \| Maranatha ASKO Gomido Dyto Semassi Tchaoudjo Unisport Douanes AS Togo-Port Kotoko FC Étoile Filante Masséda Abou Ossé Koroki Foadan FC Okiti Agaza Sara \| Localisation des clubs |
| Maranatha ASKO Gomido Dyto Semassi Tchaoudjo Unisport Douanes AS Togo-Port Kotoko FC Étoile Filante Masséda Abou Ossé Koroki Foadan FC Okiti Agaza Sara                              |

Légende des couleurs
- Champion du Togo en titre
- Coupe de la confédération 2011
- Promu de Division 2

| Club                   | Classement 2009 | Stade                            | Capacité |
| ---------------------- | --------------- | -------------------------------- | -------- |
| Maranatha FC           | 1               | Stade du Général Ameyi           | 5 000    |
| ASKO Kara              | 2               | Stade municipal de Kara          | 7 500    |
| Gomido FC              | 3               | Stade municipal de Kpalimé       | 5 000    |
| Dynamic Togolais       | 4               | Stade municipal du Docteur Kaolo | 500      |
| AC Semassi             | 5               | Stade municipal de Sokodé        | 10 000   |
| AS Douanes             | 6               | Stade Agoè-Nyivé                 | 15 000   |
| Kotoko FC              | 7               | Stade municipal de Lavié         | 5 000    |
| Étoile Filante de Lomé | 8               | Stade Oscar Anthony              | 10 000   |
| US Masséda             | 9               | Stade municipal de Masseville    | 5 000    |
| Abou Ossé FC           | 10              | Stade municipal d'Anié           | 5 000    |
| US Koroki              | 11              | Stade Maman N'Danida             | 5 000    |
| Tchaoudjo AC           | 12              | Stade municipal de Sokodé        | 10 000   |
| AS Togo-Port           | 14              | Stade Agoè-Nyivé                 | 15 000   |
| Foadan FC              | 15              | Stade municipal de Dapaong       | 1 000    |
| Unisport de Sokodé     | 1               | Stade municipal de Sokodé        | 10 000   |
| Okiti FC               | 2               | Stade municipal de Badou         | 1 500    |
| OC Agaza               | 0               | Stade d'Agaza                    | 5 000    |
| Sara Sport             | 0               | Stade municipal de Bafilo        | 1 000    |

## Compétition

### Classement
Le barème utilisé pour établir le classement est le suivant :
- Victoire : 3 points
- Match nul : 1 point
- Défaite, forfait ou abandon : 0 point

| Rang | Équipe                 | Pts             | J               | G               | N               | P               | Bp              | Bc              | Diff            |
| ---- | ---------------------- | --------------- | --------------- | --------------- | --------------- | --------------- | --------------- | --------------- | --------------- |
| 1    | Dynamic Togolais       | 53              | 30              | 15              | 8               | 7               | 36              | 21              | +15             |
| 2    | AS Douanes Lomé        | 48              | 30              | 14              | 6               | 10              | 31              | 19              | +12             |
| 3    | Unisport de Sokodé P   | 45              | 30              | 12              | 9               | 9               | 29              | 28              | +1              |
| 4    | AC Semassi             | 44              | 30              | 11              | 11              | 8               | 32              | 24              | +8              |
| 5    | Maranatha FC T         | 43              | 30              | 11              | 10              | 9               | 31              | 27              | +4              |
| 6    | ASKO Kara              | 42              | 30              | 9               | 15              | 6               | 23              | 21              | +2              |
| 7    | US Koroki              | 41              | 30              | 11              | 8               | 11              | 28              | 35              | -7              |
| 8    | Gomido FC              | 40              | 30              | 9               | 13              | 8               | 30              | 25              | +5              |
| 9    | OC Agaza P             | 39              | 30              | 11              | 6               | 13              | 41              | 33              | +8              |
| 10   | Kotoko FC              | 38              | 30              | 8               | 14              | 8               | 23              | 21              | +2              |
| 11   | Tchaoudjo AC           | 38              | 30              | 9               | 11              | 10              | 25              | 28              | -3              |
| 12   | AS Togo-Port           | 37              | 30              | 9               | 10              | 11              | 29              | 26              | +3              |
| 13   | Foadan FC              | 37              | 30              | 10              | 7               | 13              | 24              | 24              | 0               |
| 14   | Okiti FC P             | 37              | 30              | 10              | 7               | 13              | 25              | 29              | -4              |
| 15   | Abou Ossé FC           | 36              | 30              | 10              | 6               | 14              | 26              | 42              | -16             |
| 16   | Sara Sport P           | 27              | 30              | 6               | 9               | 15              | 15              | 45              | -30             |
| -    | Étoile Filante de Lomé | Forfait général | Forfait général | Forfait général | Forfait général | Forfait général | Forfait général | Forfait général | Forfait général |
| -    | US Masséda             | Forfait général | Forfait général | Forfait général | Forfait général | Forfait général | Forfait général | Forfait général | Forfait général |

|  | Qualifié pour la Ligue des champions de la CAF 2013 |
|  | Qualifié pour la Coupe de la confédération 2013     |
|  | Relégué en 2e division                              |
|  | T : Tenant du titre P : Promu de deuxième division  |

- Selon les règlements de la compétition produits par la fédération togolais, l’article 66 stipule qu'« un club déclarant ou déclaré forfait à trois reprises au cours de la compétition est considéré comme forfait général ». Ainsi, l’Union Sportive de Masséda qui a refusé de prendre part à la compétition et a déclaré forfait pour les trois premières journées du championnat est donc reléguée administrativement. Il en est de même pour l'Étoile Filante qui a déclaré forfait trois fois de suite après l'accident de car en novembre 2011.

## Bilan de la saison
| Championnat du Togo de football 2011-2012                        |                             |
| Champion                                                         | Dynamic Togolais (6e titre) |
| Qualifications continentales                                     |                             |
| Ligue des champions de la CAF 2013                               | Dynamic Togolais            |
| Coupe de la confédération 2013                                   | AS Douanes Lomé             |
| Promotions et relégations                                        |                             |
| Promus en Championnat National                                   | Anges FC                    |
| Promus en Championnat National                                   | Gbikinti FC                 |
| Relégués en Championnat du Togo de football de deuxième division | Abou Ossé FC                |
| Relégués en Championnat du Togo de football de deuxième division | Sara Sport                  |
| Relégués en Championnat du Togo de football de deuxième division | Étoile Filante de Lomé      |
| Relégués en Championnat du Togo de football de deuxième division | US Masséda                  |